# Menjamel de Lewin
El menjamel de Lewin (Meliphaga lewinii) és una espècie d'ocell de la família dels melifàgids (Meliphagidae).

## Hàbitat i distribució
Viu als boscos de l'est d'Austràlia, des de nord-est de Queensland, cap al sud, a través de l'est de Nova Gal·les del Sud i la costa de Victòria fins a l'àrea de Melbourne.

## Taxonomia
S'han descrit tres subespècies:
- M. l. amphochlora Schodde, 1989. Est de la Península del Cap York.
- M. l. lewinii (Swainson, 1837). Est i sud-est d'Austràlia
- M. l. mab (Mathews, 1912). Est i nord-est de Queensland.